# Gabat
Gabat – miejscowość i gmina we Francji, w regionie Nowa Akwitania, w departamencie Pireneje Atlantyckie.
Według danych na rok 1990 gminę zamieszkiwało 229 osób, a gęstość zaludnienia wynosiła 28 osób/km² (wśród 2290 gmin Akwitanii Gabat plasuje się na 948. miejscu pod względem liczby ludności, natomiast pod względem powierzchni na miejscu 1191.).